# Mercedes-Benz EQB
Mercedes-Benz EQB (X243) — спортивный электромобиль-кроссовер немецкой торговой марки Mercedes-Benz, находящийся в производстве с 2021 года.

## Описание

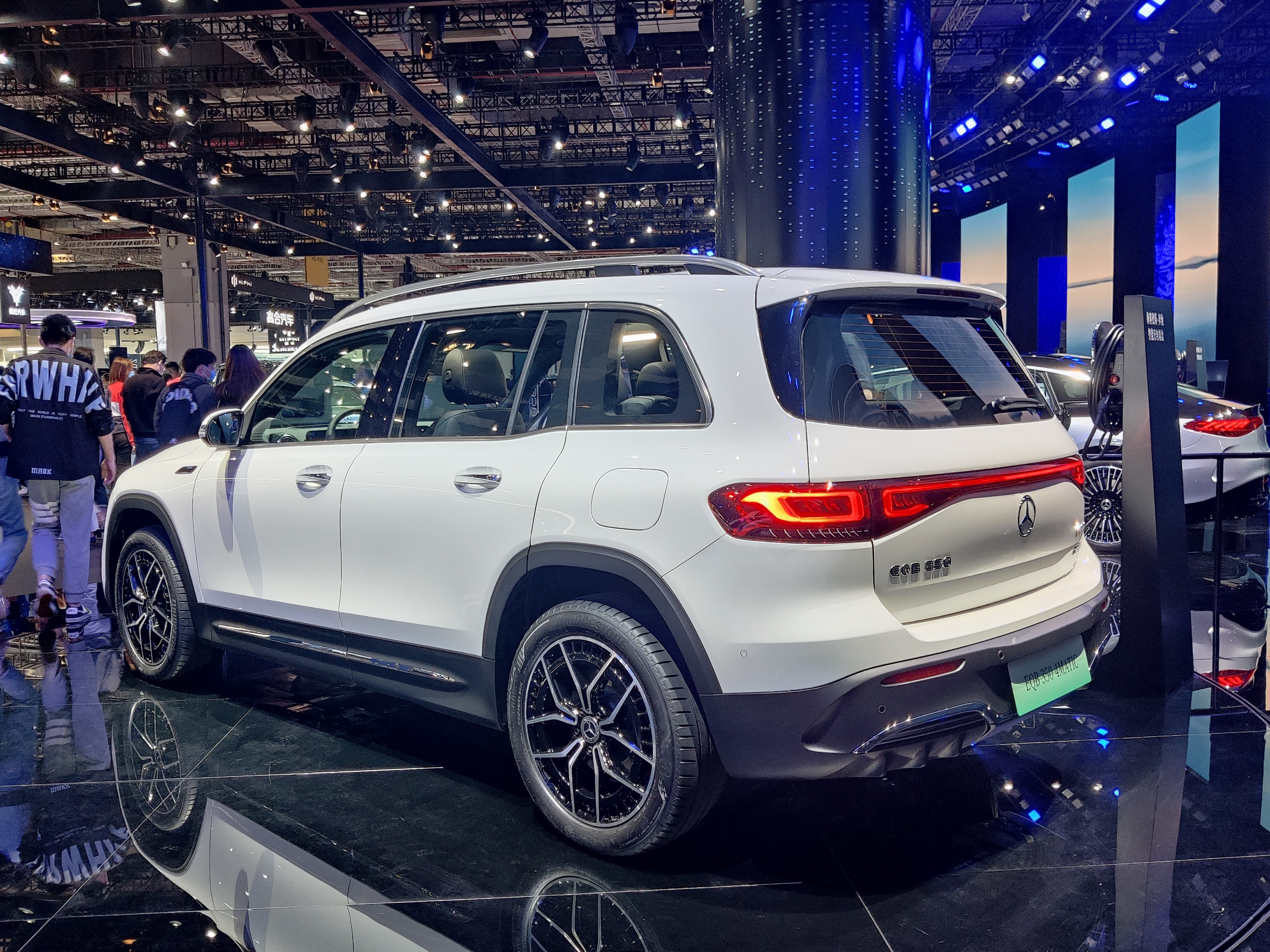
Вид сзади

Автомобиль Mercedes-Benz EQB базирован на шасси Mercedes-Benz GLB. Компоновка автомобиля как передне-, так и полноприводная 4-Matic. Вместимость модели от 5 до 7 мест.
В Китае автомобиль производится на заводе Beijing Benz. Более того, автомобиль поставляется в Венгрию и Мексику.

## Модификации
| Модель         | Годы производства | Мощность  | Крутящий момент | Разгон до 100 км/ч | Максимальная скорость | Запас хода |
| -------------- | ----------------- | --------- | --------------- | ------------------ | --------------------- | ---------- |
| EQB 250        | С 2021            | 188 л. с. | 385 Н*м         | 9,2 сек.           | 160 км/ч              | 452 км     |
| EQB 300 4MATIC | С 2021            | 225 л. с. | 390 Н*м         | 7,7 сек.           | 160 км/ч              | 412 км     |
| EQB 350 4MATIC | С 2021            | 288 л. с. | 520 Н*м         | 6 сек.             | 160 км/ч              | 412 км     |